# Ravinia almaqahia
Ravinia almaqahia är en tvåvingeart som beskrevs av Andy Z. Lehrer 2005. Ravinia almaqahia ingår i släktet Ravinia och familjen köttflugor. Inga underarter finns listade i Catalogue of Life.